# Lengertz litteraturpris
Lengertz litteraturpris är ett årligt litterärt pris som utdelas av Skånes hembygdsförbund till en högt förtjänt skånsk hembygdsförfattare. Priset har, tillsammans med Lengertz konstpris, utdelats sedan 1967 ur den kulturfond som instiftades av författaren och antikvariatsinnehavaren William Lengertz.

## Pristagare
- 1967 – Selma Frode-Kristensen
- 1968 – Nils Ludvig Olsson
- 1969 – Per-Edvin Sköld
- 1970 – Christer Persson
- 1971 – Ivar Johansson
- 1972 – Einar Bager
- 1973 – Ingemar Ingers
- 1974 – Erik Forslid
- 1975 – Gertrud Ingers
- 1976 – Ove Torgny
- 1977 – Thorsten Andersson och Gunnar Lindbom
- 1978 – Ernst Frostin
- 1979 – Jan Davidsson
- 1980 – Sven Åke Rosenberg
- 1981 – Siegrun Fernlund
- 1982 – Thomas Löfström
- 1983 – Bror Malmsten
- 1984 – Egon Paulsson
- 1985 – John Tomenius
- 1986 – Nils Palmborg
- 1987 – Ingvar Holm
- 1988 – Acke Eriksson
- 1989 – Jan Moen
- 1990 – Gösta Johannesson
- 1991 – Jacques Werup
- 1992 – Ingen utdelning
- 1993 – Carl Fredrik Olsson
- 1994 – Lena Alebo
- 1995 – Leif Carserud
- 1996 – Alf Åberg
- 1997 – Tyke Tykesson och Björn Magnusson Staaf
- 1998 – Sten Skansjö
- 1999 – Kenth Olsson
- 2000 – Lars Magnar Enoksen för Skånska runstenar
- 2001 – Nils-Arvid Bringéus för Gästgiveriet i Örkelljunga
- 2002 – Matz Jörgensen och Michael Economou för Utkast till en tröst för landskapet
- 2003 – Stig T. Karlsson och Björn Ranelid för Minnesbilder från Österlen
- 2004 – Carita Johansson för Skånska Möllor
- 2005 – Nils Lewan för Perspektiv på skånska landskap
- 2006 – Kajsa Bjurklint Rosenblad för Scenografi för ett ståndsmässigt liv. Adelns slottsbyggande i Skåne 1840–1900
- 2007 – Lena Carlsson för Om tre gårdar på Hven
- 2008 – Tomas Anagrius för Keramik från Kvidinge. Om krukmakerier i kvidingebygden och Christina Lindvall-Nordin, Skånsk allmogekeramik. Lergods under tre sekler
- 2009 – Ingvar Bengtsson för Kapet av Skåne
- 2010 – Tyke Tykesson och Björn Magnusson Staaf för Malmö i skimmer och skugga
- 2011 – Urban Ekstam och Nils Forshed för Hallands Väderö. Naturen och historien
- 2012 – Erik Hirschfeld för Fåglarnas Malmö
- 2013 – Jimmy Juhlin Alftberg för Borgen i Åhus – ett medeltida maktcentrum
- 2014 – Per Blomberg och Sven Persson för Skånes landskap i förändring
- 2015 – Alexandra von Schwerin för Den dolda kvinnomakten – 500 år på Skarhults slott
- 2016 – Tore Jönsson för …som mina förfäder alltid har gjort. Historia kring Agusastugan
- 2017 – Sven Rosborn för Det medeltida Malmö – Detektivarbeten under mer än ett sekel i en gammal stads historia
- 2018 – Per Karsten och Andreas Manhag för Peder Winstrup – Historier kring en 1600-talsmumie
- 2019 – Eva Kjerström Sjölin för Sökandet efter Hildur och sanningen[2]
- 2020 – Siv Liljeqvist för Sädeskärvarnas tid
- 2021 – Conny Palmkvist för Sundets röda nejlikor
- 2022 – Per Gustavsson för Skånesägner
- 2023 – Emma Severinsson och Helen Toresdotter för Skräddat för herrskap – en kulturskatt på Svaneholms slott
- 2024 – Göran Larsson och Marco Smedberg för Det skånska kavalleriet – en kulturhistoria
- 2025 – Ingrid Sommar för Annika Heijkenskjöld, pionjären som pratade form med både folket och proffsen

### Fotnoter
1. ↑  ”Lengertzpriserna”. Skånes hembygdsförbund. Arkiverad från originalet den 17 februari 2017. https://web.archive.org/web/20170217064248/https://www.hembygd.se/skane/kulturpriser/lengertzpriserna/#. Läst 16 februari 2017.
2. ↑  ”Miniutställning: Årets Lengertz-pristagare”. Kulturen. https://www.kulturen.com/utstallningar/miniutstallning-arets-lengertz-pristagare/. Läst 6 november 2019.